# Едвард Гіт

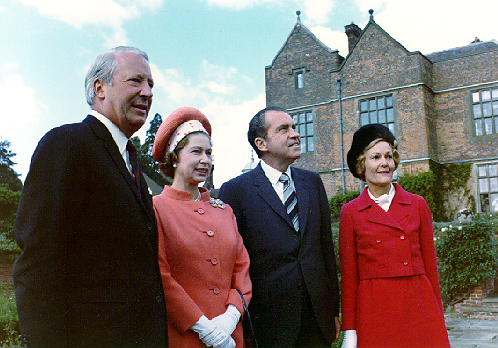
Едвард Гіт, Єлизавета II, Річард Ніксон і Пет Ніксон

Едвард Річард Георг Гіт (Хіт) (англ. Edward Richard George Heath, 9 липня 1916 — 17 липня 2005) — політик-консерватор, прем'єр-міністр Великої Британії з 1970 до 1974 року, на посту лідера партії — попередник Маргарет Тетчер. З 1992 як кавалер ордена Підв'язки мав титул сера (англ. Sir Edward Heath).

## Біографія
Гіт народився в курортному містечку Бродстейрз у Кенті. На кошти громади розпочав навчання в Оксфордському університеті. Під час навчання в Оксфорді вступив до молодіжної організації консерваторів, однак на студентських зборах виступав з критикою політики умиротворення, а також активно виступав на підтримку республіканців під час Громадянської війни в Іспанії. У 1937 році Гіта було обрано головою університетської студентської асоціації консерваторів. Одночасно Гіт подорожував Європою та навіть зустрівся з Йозефом Геббельсом та Генріхом Гіммлером у 1937 році у Нюрнберзі. Паралельно з політичною діяльністю Гіт захоплювався грою на орга́ні і виграв університетський конкурс, що дозволило йому закінчити навчання. У 1939 році Гіт випустився з університету, став бакалавром політології, філософії та економіки.
Під час Другої світової війни Гіт служив у Королівському полку артилерії (зокрема, командував батареями ППО поблизу Ліверпуля) й дослужився до майора.
На парламентських виборах 1950 року його обрано до Палати громад від округу Бекслі та невдовзі він активно включився в роботу Консервативної партії. Після виборів 1959 його призначено міністром праці, а 1960 року став Лордом-хранителем Малої печатки. Його завданням на цьому посту була координація перемовин щодо приєднання Великої Британії до ЄЕС, але всі його зусилля перекреслив Шарль де Голь, який виступив однозначно проти членства Великої Британії. У 1963—1964 Гіт був міністром промисловості, торгівлі й регіонального розвитку, а 1965 року він очолив Консервативну партію, хоча більшість аналітиків провіщала перемогу на партійних виборах Реджинальду Модлінгу.
Невдовзі після того, як Гіт очолив партію, проведено позачергові парламентські вибори, на яких лейбористи тільки зміцнили своє становище. На вибори 1970 року консерватори прийшли під гаслами лібералізації економіки й широкої приватизації. Консерваторам удалось перемогти на виборах, і 19 червня 1970 року Гіта призначено прем'єр-міністром Великої Британії.

### Прем'єрство
Кабінет Гіта почав проводити реформи в британській економіці, спрямовані передусім знизити рівень інфляції, а також підвищити купівельну здатність населення. Через непопулярність реформ, за його врядування відбулось багато масових страйків: портових працівників, і загальний страйк у 1970 році, поштових службовців й автомобілебудівників у 1971 році, працівників вугільної промисловості і портових працівників у 1972 році, газовиків, держслужбовців, допоміжного медичного персоналу та гірників у 1973 році. Постійні страйки змусили уряд запровадити триденний робочий тиждень у промисловості. На часи прем'єрства Гіта також припала економічна криза 1973 року, яка ще більше ускладнила становище уряду Гіта наприкінці його існування. Таким чином, задеклароване консерваторами глибоке реформування економіки не відбулось.
Під час прем'єрства Гіта відбулось загострення ситуації в Ольстері — після розстрілу мирної демонстрації 30 січня 1972 року в Лондондеррі, відомого як «Кривава неділя», у Великій Британії відбулась серія терактів, що змусило ввести пряме управління Північною Ірландією. У 1972 році була також проведена реформа місцевого самоврядування.
У галузі зовнішньої політики за правління Гіта була спочатку досягнута принципова згода стосовно вступу Великої Британії до ЄЕС, а у 1973 році країна набула членства у цій організації. Він уважав, що Європа стане наддержавою й відтіснить США. Проєвропейська позиція Гіта спричинила значні розбіжності думок всередині партії.
У лютому 1974 році країною пройшли парламентські вибори, на яких з мінімальною перевагою перемогли лейбористи Гарольда Вілсона. У той самий час лейбористи, що сформували уряд, не мали більшості у палаті громад, що змусило провести дострокові вибори вже у жовтні. На них лейбористи дещо посилили своє становище, а консерватори отримали майже на 1,5 мільйони голосів і на 20 депутатських місць менше. У лютому 1975 року відбулись вибори керівництва консерваторів, на яких місце Гіта зайняла Маргарет Тетчер, яка набрала 130 голосів на внутрішньопартійних виборах, проти 119 у Гіта і 16 у Г'ю Фрейзера.

### Відхід від політики
Після 1975 року Гіт відійшов від активної участі у політичному житті, хоча продовжив регулярно переобиратись до палати громад. Гіт не увійшов до складу уряду Маргарет Тетчер у 1979 році. При цьому він залишався впливовим консерватором, й у 1981 році на партійній конференції виступив з критикою економічної політики Тетчер. У 1992—2001 роках Гіт займав почесну посаду «Батька Палати громад». У 2001 році Гіт не став виставляти свою кандидатуру на чергових виборах. Таким чином, він був депутатом палати громад упродовж 51 року.
У середині 80-их Гіт переїхав до Солсбері, де й помер у 2005 році. Його тіло кремовано, а прах поховано в соборі Солсбері.